# Bitwa nad rzeką Sajó (1132)
Bitwa nad rzeką Sajó – starcie zbrojne, które miało miejsce 22 czerwca 1132. Była to decydująca bitwa w konflikcie o władzę na Węgrzech między dwoma książętami z dynastii Arpadów: Belą II Ślepym a jego bratem stryjecznym Borysem.
Po stronie Beli II Ślepego opowiedzieli się m.in. książęta austriaccy (siostra Beli była żoną Adalberta Pobożnego, syna margrabiego Leopolda III).
W konflikt ten zaangażował się polski książę Bolesław III Krzywousty, popierając Borysa (syna Kolomana). W bitwie nad rzeką Sajó doszło do konfrontacji szczuplejszych sił polsko-węgierskich z wojskiem węgierskim wspartym przez posiłki niemieckie i czeskie. Choć wynik samego starcia badacze skłonni są uważać za nierozstrzygnięty, to w czasie odwrotu Polacy ponieśli ciężkie straty.